# Associazione Sportiva Roma 2015-2016
Questa voce raccoglie le informazioni riguardanti l'Associazione Sportiva Roma nelle competizioni ufficiali della stagione 2015-2016.

## Stagione

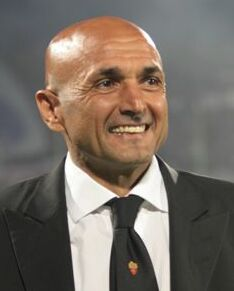
Luciano Spalletti, richiamato a metà stagione

Per la stagione è riconfermato alla guida della società capitolina il tecnico Rudi Garcia. La Roma si muove sul mercato orientandosi verso l'attacco: al capitano Totti e ai confermati Iturbe e Gervinho si vanno ad aggiungere Iago Falque, Džeko e Salah. Il nuovo reparto offensivo non tarda a ingranare, con la squadra che segna 17 volte in 7 gare di campionato. Per contro la difesa si rivela eccessivamente fragile, in particolare a livello europeo con la formazione che incassa 16 gol nel girone di Champions. Risulta pesante soprattutto il 6-1 patito contro il Barcellona campione, che non compromette però la qualificazione agli ottavi. Il posto di Rudi Garcia viene invece messo a rischio dall'eliminazione in Coppa Italia (avvenuta ai rigori contro lo Spezia, militante in B) e dal rallentamento in campionato, tanto che alla fine del girone di andata il tecnico viene sollevato dall'incarico. La società richiama Luciano Spalletti, in panchina già dal 2005 al 2009.
Sotto la direzione del toscano, la squadra - che in Europa si arrende al Real Madrid perdendo entrambi i confronti - infila 8 vittorie consecutive, riaccendendo il campionato. La striscia positiva si ferma contro l'Inter, diretta concorrente al terzo posto. Seppur svantaggiati negli scontri diretti, i capitolini accumulano in classifica un vantaggio decisivo nei confronti dei nerazzurri: fondamentale è il turno infrasettimanale del 20 aprile, in cui la vittoria sul Torino (con Totti che segna una doppietta nei minuti finali, dopo essere subentrato dalla panchina) e la sconfitta milanese con il Genoa portano a 7 i punti di distacco. Proprio il successo contro il Grifone (3-2) assicura la qualificazione ai preliminari della Champions League 2016-17, blindata sconfiggendo - negli ultimi 180' - il Chievo e il Milan. Nell'ultima giornata, la squadra potrebbe anche raggiungere il secondo posto, ma la vittoria del Napoli contro il già retrocesso Frosinone premia i partenopei, avanti di 2 punti in classifica.

## Divise e sponsor
Lo sponsor tecnico è Nike, durante la stagione non compare uno sponsor ufficiale, tuttavia in Roma-Genoa del 20 dicembre 2015 è presente il logo Telethon e la scritta #nonmiarrendo. La divisa primaria della Roma è costituita da maglia rosso porpora con bordi gialli e maniche e spalle di un rosso più scuro, pantaloncini bianchi con striscia laterale gialla e calzettoni anch'essi porpora con bordo rosso scuro. La divisa da trasferta della Roma è interamente bianca, con bordi di maniche giallorosse e strisce gialle laterali, pantaloncini rossi con le stesse strisce gialle laterali della maglia e calzettoni bianchi; entrambi i kit presentano come versione alternativa i pantaloncini rossi (con striscia laterale gialla) nel primo caso e bianchi (idem) nel secondo. La terza divisa della squadra giallorossa presenta maglia grigia con strisce laterali e bordi delle maniche neri, pantaloncini nella metà superiore grigi e in quella inferiore neri con strisce laterali nere, calzettoni grigi bordati di nero, inoltre lo stemma è ricamato in grigionero. Per i portieri è presente una divisa color blu con strisce laterali azzurre, una nera con strisce laterali grigie, una grigia con strisce laterali nere e una gialla con strisce laterali nere.
Il 12 settembre 2015 in occasione di Frosinone-Roma, i giallorossi scendono in campo con il logo di Football Cares, in Roma-Genoa del 20 dicembre 2015 il logo Telethon e la scritta #nonmiarrendo e in Roma-Sampdoria del 7 febbraio 2016 compare un augurio rivolto ai tifosi cinesi del club, in occasione del loro Capodanno.
| Casa | Casa alternativa | Trasferta | Trasferta alternativa | Terza divisa | 1ª portiere | 2ª portiere | 3ª portiere | 4ª portiere |

## Organigramma societario
Di seguito l'organigramma societario.
Area direttiva
- Presidente: James Pallotta
- Vice Presidenti: Roberto Cappelli
- Comitato esecutivo: Paolo Fiorentino, James Pallotta, Italo Zanzi
- Amministratore delegato: Italo Zanzi
- Direttore generale: Mauro Baldissoni
- Direttore sportivo: Walter Sabatini

Area tecnica
- Allenatore: Rudi Garcia, da gennaio Luciano Spalletti
- Allenatore in seconda: Frederic Bompard, da gennaio Marco Domenichini
- Collaboratori tecnici: Claude Fichaux, da gennaio Daniele Baldini, Aurelio Andreazzoli, Alessandro Pane
- Preparatori atletici: Vito Scala e Manrico Ferrari
- Preparatore portieri: Guido Nanni
- Recupero infortunati: Luca Franceschi
- Video analyst: Simone Beccaccioli

Area sanitaria
- Fisioterapisti: Alessandro Cardini, Marco Esposito, Silio Musa, Marco Ferrelli, Valerio Flammini e Damiano Stefanini

## Rosa
Di seguito la rosa.
| N. |                                 | Ruolo | Calciatore                       |
| -- | ------------------------------- | ----- | -------------------------------- |
| 1  | Romania (bandiera)              | P     | Bogdan Lobonț                    |
| 2  | Germania (bandiera)             | D     | Antonio Rüdiger                  |
| 3  | Francia (bandiera)              | D     | Lucas Digne                      |
| 3  | Inghilterra (bandiera)          | D     | Ashley Cole                      |
| 4  | Belgio (bandiera)               | C     | Radja Nainggolan                 |
| 5  | Brasile (bandiera)              | D     | Leandro Castán                   |
| 6  | Paesi Bassi (bandiera)          | C     | Kevin Strootman                  |
| 7  | Argentina (bandiera)            | A     | Juan Manuel Iturbe               |
| 8  | Argentina (bandiera)            | C     | Diego Perotti                    |
| 9  | Bosnia ed Erzegovina (bandiera) | A     | Edin Džeko                       |
| 10 | Italia (bandiera)               | A     | Francesco Totti (capitano)       |
| 11 | Egitto (bandiera)               | A     | Mohamed Salah                    |
| 13 | Brasile (bandiera)              | D     | Maicon                           |
| 14 | Spagna (bandiera)               | A     | Iago Falque                      |
| 15 | Bosnia ed Erzegovina (bandiera) | C     | Miralem Pjanić                   |
| 16 | Italia (bandiera)               | C     | Daniele De Rossi (vice capitano) |
| 18 | Argentina (bandiera)            | A     | Ezequiel Ponce                   |
| 19 | Colombia (bandiera)             | A     | Víctor Ibarbo                    |
| 20 | Mali (bandiera)                 | C     | Seydou Keita                     |
| 21 | Francia (bandiera)              | C     | William Vainqueur                |
| 22 | Serbia (bandiera)               | A     | Adem Ljajić                      |
| 22 | Italia (bandiera)               | A     | Stephan El Shaarawy              |
| 23 | Slovacchia (bandiera)           | D     | Norbert Gyömbér                  |
| 24 | Italia (bandiera)               | C     | Alessandro Florenzi              |

| N. |                                 | Ruolo | Calciatore         |
| -- | ------------------------------- | ----- | ------------------ |
| 25 | Polonia (bandiera)              | P     | Wojciech Szczęsny  |
| 26 | Italia (bandiera)               | P     | Morgan De Sanctis  |
| 27 | Costa d'Avorio (bandiera)       | A     | Gervinho           |
| 32 | Argentina (bandiera)            | C     | Leandro Paredes    |
| 33 | Brasile (bandiera)              | D     | Emerson Palmieri   |
| 35 | Grecia (bandiera)               | D     | Vasilīs Torosidīs  |
| 44 | Grecia (bandiera)               | D     | Kōstas Manōlas     |
| 48 | Turchia (bandiera)              | C     | Salih Uçan         |
| 51 | Croazia (bandiera)              | D     | Silvio Anočić      |
| 52 | Italia (bandiera)               | C     | Lorenzo Di Livio   |
| 53 | Italia (bandiera)               | C     | Christian D'Urso   |
| 54 | Italia (bandiera)               | C     | Lorenzo Vasco      |
| 55 | Italia (bandiera)               | D     | Eros De Santis     |
| 57 | Guinea Equatoriale (bandiera)   | C     | José Machin        |
| 59 | Romania (bandiera)              | P     | Ionut Pop          |
| 87 | Bosnia ed Erzegovina (bandiera) | D     | Ervin Zukanović    |
| 91 | Italia (bandiera)               | D     | Riccardo Marchizza |
| 92 | Italia (bandiera)               | A     | Edoardo Soleri     |
| 93 | Italia (bandiera)               | A     | Marco Tumminello   |
| 95 | Italia (bandiera)               | D     | Elio Capradossi    |
| 97 | Nigeria (bandiera)              | A     | Umar Sadiq         |
| 98 | Italia (bandiera)               | P     | Lorenzo Crisanto   |
| 99 | Nigeria (bandiera)              | D     | Abdullahi Nura     |

## Calciomercato
Di seguito il calciomercato.

### Sessione estiva (dall'1/7 al 31/8)
| Acquisti         | Acquisti             | Acquisti            | Acquisti |
| R.               | Nome                 | da                  | Modalità |
| ---------------- | -------------------- | ------------------- | --- |
| P                | Wojciech Szczęsny    | Arsenal             | prestito |
| D                | Norbert Gyömbér      | Catania             | prestito |
| D                | Lucas Digne          | Paris Saint-Germain | prestito oneroso (2,5 milioni €) con diritto di riscatto                                                         |
| D                | Emerson              | Santos              | prestito |
| D                | Alessio Romagnoli    | Sampdoria           | fine prestito |
| D                | Antonio Rüdiger      | Stoccarda           | prestito oneroso (4 milioni €) con diritto di riscatto (9 milioni €)                                             |
| C                | Andrea Bertolacci    | Genoa               | riscatto (8,5 milioni €)                                                                                         |
| C                | William Vainqueur    | Dinamo Mosca        | definitivo (3 milioni €)                                                                                         |
| A                | Mattia Destro        | Milan               | fine prestito |
| A                | Edin Džeko           | Manchester City     | prestito oneroso (4 milioni €) con diritto di riscatto (11 milioni €)                                            |
| A                | Iago Falque          | Genoa               | prestito oneroso (1 milione €) con obbligo di riscatto alla prima presenza (7 milioni €) più bonus (1 milione €) |
| A                | Víctor Ibarbo        | Cagliari            | prestito oneroso (5 milioni €) più bonus (1 milione €) con diritto di riscatto (8 milioni €)                     |
| A                | Ezequiel Ponce       | Newell's Old Boys   | definitivo (4,2 milioni €)                                                                                       |
| A                | Mohamed Salah        | Chelsea             | prestito oneroso (5 milioni €) con diritto di riscatto                                                           |
| Altre operazioni |                      |                     | |
| R.               | Nome                 | da                  | Modalità |
| P                | Francesco Proietti   | Feralpisalò         | fine prestito |
| P                | Tomas Švedkauskas    | Olhanense           | fine prestito |
| D                | Deian Boldor         | Pescara             | fine prestito |
| D                | Alessandro Crescenzi | Perugia             | fine prestito |
| D                | Paolo Frascatore     | Pistoiese           | fine prestito |
| D                | Petar Golubović      | Pistoiese           | fine prestito |
| D                | Sebastian Mladen     | Südtirol            | fine prestito |
| D                | Mattia Rosato        | Gubbio              | fine prestito |
| D                | Simone Sini          | Pisa                | fine prestito |
| D                | Michele Somma        | Empoli              | fine prestito |
| C                | Conor Borg           | Floriana            | definitivo |
| C                | Amato Ciciretti      | Messina             | fine prestito |
| C                | Luca Mazzitelli      | Südtirol            | fine prestito |
| C                | Marquinho            | Al-Ittihad          | fine prestito |
| C                | Matteo Ricci         | Pistoiese           | fine prestito |
| C                | Federico Viviani     | Latina              | fine prestito |
| A                | Alexis Ferrante      | Savoia              | fine prestito |
| A                | Marco Frediani       | Pisa                | fine prestito |
| A                | Leandro Paredes      | Boca Juniors        | definitivo (4,5 milioni €)                                                                                       |
| A                | Stefano Pettinari    | Pescara             | fine prestito |
| A                | Giammario Piscitella | Pistoiese           | fine prestito |
| A                | Matteo Politano      | Pescara             | definitivo (0,6 milioni €)                                                                                       |
| A                | Ezequiel Ponce       | Newell's Old Boys   | fine prestito |
| A                | Nemanja Radonjić     | Empoli              | - |
| A                | Filippo Scardina     | Pontedera           | fine prestito |
| A                | Gadji Tallo          | Bastia              | fine prestito |
| A                | Kevin Méndez         | Perugia             | risoluzione anticipata prestito                                                                                  |

| Cessioni         | Cessioni             | Cessioni             | Cessioni                                                                |
| R.               | Nome                 | a                    | Modalità                                                                |
| ---------------- | -------------------- | -------------------- | ----------------------------------------------------------------------- |
| D                | Davide Astori        | Cagliari             | fine prestito                                                           |
| D                | José Holebas         | Watford              | definitivo (2,5 milioni €) più bonus (0.5 milioni €)                    |
| D                | Alessio Romagnoli    | Milan                | definitivo (25 milioni €)                                               |
| D                | Mapou Yanga-Mbiwa    | Olympique Lione      | definitivo (8 milioni €) più bonus (2 milioni €)                        |
| C                | Andrea Bertolacci    | Milan                | definitivo (20 milioni €)                                               |
| C                | Adem Ljajić          | Inter                | prestito oneroso (1,5 milioni €) con diritto di riscatto (11 milioni €) |
| A                | Mattia Destro        | Bologna              | definitivo (6,5 milioni €) più bonus (5 milioni €)                      |
| A                | Seydou Doumbia       | CSKA Mosca           | prestito                                                                |
| A                | Víctor Ibarbo        | Watford              | prestito oneroso (2 milioni €)                                          |
| Altre operazioni |                      |                      |                                                                         |
| R.               | Nome                 | a                    | Modalità                                                                |
| P                | Gianluca Curci       | Magonza              | svincolato                                                              |
| P                | Łukasz Skorupski     | Empoli               | prestito                                                                |
| P                | Tomas Švedkauskas    | Ascoli               | prestito                                                                |
| D                | Federico Balzaretti  | -                    | fine carriera                                                           |
| D                | Luca Antei           | Sassuolo             | definitivo                                                              |
| D                | Federico Barba       | Empoli               | definitivo con diritto di riacquisto                                    |
| D                | Deian Boldor         | Lanciano             | gratuito                                                                |
| D                | Alessandro Crescenzi | Pescara              | prestito                                                                |
| D                | Paolo Frascatore     | Reggiana             | prestito                                                                |
| D                | Petar Golubović      | Pisa                 | prestito                                                                |
| D                | Sebastian Mladen     | Südtirol             | gratuito                                                                |
| D                | Mattia Rosato        | Lupa Castelli Romani | prestito                                                                |
| D                | Simone Sini          | Virtus Entella       | gratuito                                                                |
| D                | Michele Somma        | Brescia              | prestito                                                                |
| D                | Nicolás Spolli       | Catania              | fine prestito                                                           |
| C                | Conor Borg           | Floriana             | prestito                                                                |
| C                | Amato Ciciretti      | Benevento            | definitivo                                                              |
| C                | Luca Mazzitelli      | Brescia              | prestito                                                                |
| C                | Marquinho            | Udinese              | definitivo                                                              |
| C                | Leandro Paredes      | Empoli               | prestito                                                                |
| C                | Matteo Ricci         | Pisa                 | prestito                                                                |
| C                | Federico Viviani     | Verona               | definitivo (4 milioni €) con diritto di controriscatto                  |
| A                | Marco Frediani       | Ascoli               | prestito                                                                |
| A                | Stefano Pettinari    | Vicenza              | prestito                                                                |
| A                | Matteo Politano      | Sassuolo             | prestito                                                                |
| A                | Antonio Sanabria     | Sporting Gijón       | prestito                                                                |
| A                | Filippo Scardina     | Lupa Castelli Romani | -                                                                       |
| A                | Gadji Tallo          | Lilla                | definitivo (1 milione €)                                                |
| A                | Daniele Verde        | Frosinone            | prestito                                                                |
| A                | Tomáš Vestenický     | Modena               | prestito                                                                |
| A                | Valmir Berisha       | Cambuur              | definitivo                                                              |

### Sessione invernale (dal 4/1 all'1/2)
| Acquisti         | Acquisti            | Acquisti  | Acquisti                                                                 |
| R.               | Nome                | da        | Modalità                                                                 |
| ---------------- | ------------------- | --------- | ------------------------------------------------------------------------ |
| D                | Ervin Zukanović     | Sampdoria | prestito oneroso (1,2 milioni €) con diritto di riscatto (2,8 milioni €) |
| C                | Diego Perotti       | Genoa     | prestito oneroso (1 milione €) con diritto di riscatto (9 milioni €)     |
| A                | Stephan El Shaarawy | Milan     | prestito oneroso (1,4 milioni €) con diritto di riscatto (13 milioni €)  |
| Altre operazioni |                     |           |                                                                          |
| R.               | Nome                | da        | Modalità                                                                 |
| D                | Nicola Falasco      | Pistoiese | definitivo                                                               |
| C                | Ismail H'Maidat     | Brescia   | definitivo                                                               |
| C                | Luca Mazzitelli     | Brescia   | fine prestito                                                            |

| Cessioni         | Cessioni           | Cessioni      | Cessioni                                                                     |
| R.               | Nome               | a             | Modalità                                                                     |
| ---------------- | ------------------ | ------------- | ---------------------------------------------------------------------------- |
| D                | Ashley Cole        | -             | rescissione contratto                                                        |
| A                | Seydou Doumbia     | Newcastle Utd | prestito con diritto di riscatto                                             |
| A                | Gervinho           | Hebei CFFC    | definitivo (18 milioni €) più bonus (1 milione €)                            |
| A                | Juan Manuel Iturbe | Bournemouth   | prestito oneroso (1,2 milioni €) più bonus (1 milione €)                     |
| Altre operazioni |                    |               |                                                                              |
| R.               | Nome               | da            | Modalità                                                                     |
| D                | Nicola Falasco     | Cesena        | prestito                                                                     |
| D                | Emanuele Ndoj      | Brescia       | definitivo (continuerà a giocare con la Roma fino al termine della stagione) |
| D                | Michele Somma      | Brescia       | definitivo                                                                   |
| C                | Ismail H'Maidat    | Ascoli        | prestito                                                                     |
| C                | Luca Mazzitelli    | Sassuolo      | definitivo                                                                   |
| A                | Kevin Méndez       | Losanna       | prestito                                                                     |

## Risultati

### Serie A

#### Girone di andata
| Arbitro: | Guida (Torre Annunziata) |

|              |           |              |
| Janković 61’ | Marcatori | 66’ Florenzi |

| Arbitro: | Rizzoli (Bologna) |

|                      |           |            |
| Pjanić 61’ Džeko 79’ | Marcatori | 87’ Dybala |

| Arbitro: | Gervasoni (Mantova) |

|  |           |                              |
|  | Marcatori | 44’ Iago Falque 90+3’ Iturbe |

| Arbitro: | Massa (Imperia) |

|                     |           |                         |
| Totti 36’ Salah 49’ | Marcatori | 22’ Defrel 45’ Politano |

| Arbitro: | Banti (Livorno) |

|                             |           |           |
| Éder 50’ Manōlas 85’ (aut.) | Marcatori | 69’ Salah |

| Arbitro: | Irrati (Pistoia) |

|                                                         |           |               |
| Manōlas 24’ Pjanić 28’ Gervinho 31’ Salah 51’ Digne 68’ | Marcatori | 34’ Borriello |

| Arbitro: | Damato (Barletta) |

|                              |           |                                            |
| Gilardino 58’ González 90+1’ | Marcatori | 2’ Pjanić 14’ Florenzi 28’, 90+2’ Gervinho |

| Arbitro: | Giacomelli (Trieste) |

|                                   |           |            |
| Pjanić 56’ De Rossi 59’ Salah 69’ | Marcatori | 75’ Büchel |

| Arbitro: | Orsato (Schio) |

|               |           |                       |
| Babacar 90+4’ | Marcatori | 7’ Salah 34’ Gervinho |

| Arbitro: | Russo (Nola) |

|                                  |           |             |
| Pjanić 4’ Maicon 9’ Gervinho 63’ | Marcatori | 77’ Théréau |

| Arbitro: | Rizzoli (Bologna) |

|           |           |  |
| Medel 31’ | Marcatori |  |

| Arbitro: | Tagliavento (Terni) |

|                               |           |  |
| Džeko 10’ (rig.) Gervinho 63’ | Marcatori |  |

| Arbitro: | Rocchi (Firenze) |

|                              |           |                                    |
| Masina 14’ Destro 87’ (rig.) | Marcatori | 52’ (rig.) Pjanić 72’ (rig.) Džeko |

| Arbitro: | Calvarese (Teramo) |

|  |           |                            |
|  | Marcatori | 40’ Gómez 82’ (rig.) Denis |

| Arbitro: | Damato (Barletta) |

|                         |           |            |
| Maxi López 90+4’ (rig.) | Marcatori | 83’ Pjanić |

| Napoli 13 dicembre 2015, ore 18:00 CET 16ª giornata | Napoli            | 0 – 0 referto | Roma | Stadio San Paolo (55 726 spett.)\| Arbitro: \| Rizzoli (Bologna) \| |
| Arbitro:                                            | Rizzoli (Bologna) |               |      |                                                                     |

| Arbitro: | Gervasoni (Mantova) |

|                        |           |  |
| Florenzi 42’ Sadiq 89’ | Marcatori |  |

| Arbitro: | Irrati (Pistoia) |

|                                    |           |                                       |
| Paloschi 44’ Dainelli 58’ Pepe 86’ | Marcatori | 7’ Sadiq 37’ Florenzi 71’ Iago Falque |

| Arbitro: | Orsato (Schio) |

|            |           |           |
| Rüdiger 4’ | Marcatori | 50’ Kucka |

#### Girone di ritorno
| Arbitro: | Massa (Imperia) |

|                |           |                    |
| Nainggolan 41’ | Marcatori | 61’ (rig.) Pazzini |

| Arbitro: | Banti (Livorno) |

|            |           |  |
| Dybala 77’ | Marcatori |  |

| Arbitro: | Guida (Torre Annunziata) |

|                                           |           |                |
| Nainggolan 18’ El Shaarawy 48’ Pjanić 84’ | Marcatori | 24’ D. Ciofani |

| Arbitro: | Calvarese (Teramo) |

|  |           |                             |
|  | Marcatori | 11’ Salah 90+3’ El Shaarawy |

| Arbitro: | Celi (Bari) |

|                          |           |                   |
| Florenzi 45’ Perotti 50’ | Marcatori | 57’ (aut.) Pjanić |

| Arbitro: | Tagliavento (Terni) |

|             |           |                               |
| Lasagna 61’ | Marcatori | 56’ Digne 84’ Džeko 85’ Salah |

| Arbitro: | Giacomelli (Trieste) |

|                                         |           |  |
| Džeko 30’, 89’ Keita 52’ Salah 60’, 62’ | Marcatori |  |

| Arbitro: | Gervasoni (Mantova) |

|                      |           |                                |
| Zukanović 22’ (aut.) | Marcatori | 5’, 74’ El Shaarawy 27’ Pjanić |

| Arbitro: | Irrati (Pistoia) |

|                                            |           |                     |
| El Shaarawy 22’ Salah 25’, 58’ Perotti 38’ | Marcatori | 45+3’ (rig.) Ilicic |

| Arbitro: | Mazzoleni (Bergamo) |

|               |           |                        |
| Fernandes 85’ | Marcatori | 15’ Džeko 74’ Florenzi |

| Arbitro: | Orsato (Schio) |

|                |           |             |
| Nainggolan 84’ | Marcatori | 53’ Perišić |

| Arbitro: | Banti (Livorno) |

|            |           |                                                    |
| Parolo 75’ | Marcatori | 15’ El Shaarawy 64’ Džeko 83’ Florenzi 87’ Perotti |

| Arbitro: | Massa (Imperia) |

|           |           |                |
| Salah 50’ | Marcatori | 25’ Rossettini |

| Arbitro: | Irrati (Pistoia) |

|                                     |           |                                    |
| D'Alessandro 33’ Borriello 37’, 50’ | Marcatori | 23’ Digne 27’ Nainggolan 86’ Totti |

| Arbitro: | Calvarese (Teramo) |

|                                   |           |                                 |
| Manolas 65’ Totti 86’, 89’ (rig.) | Marcatori | 35’ (rig.) Belotti 80’ Martinez |

| Arbitro: | Orsato (Schio) |

|                |           |  |
| Nainggolan 89’ | Marcatori |  |

| Arbitro: | Gervasoni (Mantova) |

|                              |           |                                    |
| Tachtsidis 13’ Pavoletti 65’ | Marcatori | 6’ Salah 77’ Totti 87’ El Shaarawy |

| Arbitro: | Celi (Bari) |

|                                       |           |  |
| Nainggolan 18’ Rüdiger 39’ Pjanic 85’ | Marcatori |  |

| Arbitro: | Rizzoli (Bologna) |

|           |           |                                       |
| Bacca 86’ | Marcatori | 19’ Salah 59’ El Shaarawy 82’ Emerson |

### Coppa Italia

#### Fase finale
| Arbitro: | Di Bello (Brindisi) |

|                             |                      |                            |
| Pjanić Džeko De Rossi Digne | Tiri di rigore 2 – 4 | Terzi Nenê Juande Acampora |

### UEFA Champions League

#### Fase a gironi
| Arbitro: | Kuipers |

|              |           |            |
| Florenzi 31’ | Marcatori | 21’ Suárez |

| Arbitro: | Clattenburg |

|                                 |           |                            |
| Stasevič 8’ Mladenović 12’, 30’ | Marcatori | 66’ Gervinho 82’ Torosidīs |

| Arbitro: | Kassai |

|                                                |           |                                              |
| Hernández 4’ (rig.), 19’ Kampl 84’ Mehmedi 86’ | Marcatori | 29’, 38’ De Rossi 54’ Pjanić 73’ Iago Falqué |

| Arbitro: | Karasev |

|                                      |           |                           |
| Salah 2’ Džeko 29’ Pjanić 80’ (rig.) | Marcatori | 46’ Mehmedi 51’ Hernández |

| Arbitro: | Çakır |

|                                                      |           |             |
| Suárez 15’, 44’ Messi 18’, 60’ Piqué 56’ Adriano 77’ | Marcatori | 90+1’ Džeko |

| Roma 9 dicembre 2015, ore 20:45 CET 6ª giornata | Roma     | 0 – 0 referto | BATĖ Borisov | Stadio Olimpico di Roma (29 489 spett.)\| Arbitro: \| Atkinson \| |
| Arbitro:                                        | Atkinson |               |              |                                                                   |

#### Fase a eliminazione diretta
| Arbitro: | Královec |

|  |           |                      |
|  | Marcatori | 57’ Ronaldo 85’ Jesé |

| Arbitro: | Marciniak |

|                           |           |  |
| Ronaldo 64’ Rodríguez 68’ | Marcatori |  |

## Statistiche

### Statistiche di squadra
Di seguito le statistiche di squadra aggiornate al 31 maggio 2016.
| Competizione     | Punti | In casa | In casa | In casa | In casa | In casa | In casa | In trasferta | In trasferta | In trasferta | In trasferta | In trasferta | In trasferta | Totale | Totale | Totale | Totale | Totale | Totale | DR  |
| Competizione     | Punti | G       | V       | N       | P       | Gf      | Gs      | G            | V            | N            | P            | Gf           | Gs           | G      | V      | N      | P      | Gf     | Gs     | DR  |
| ---------------- | ----- | ------- | ------- | ------- | ------- | ------- | ------- | ------------ | ------------ | ------------ | ------------ | ------------ | ------------ | ------ | ------ | ------ | ------ | ------ | ------ | --- |
| Serie A          | 80    | 19      | 13      | 5       | 1       | 44      | 17      | 19           | 10           | 6            | 3            | 39           | 24           | 38     | 23     | 11     | 4      | 83     | 41     | +42 |
| Coppa Italia     | -     | 0       | 0       | 1       | 0       | 0       | 0       | 0            | 0            | 0            | 0            | 0            | 0            | 1      | 0      | 1      | 0      | 0      | 0      | 0   |
| Champions League | 6     | 4       | 1       | 2       | 1       | 4       | 5       | 4            | 0            | 1            | 3            | 7            | 15           | 8      | 1      | 3      | 4      | 11     | 20     | -7  |
| Totale           | -     | 23      | 14      | 7       | 2       | 47      | 21      | 23           | 10           | 7            | 6            | 46           | 39           | 47     | 24     | 15     | 8      | 94     | 61     | +33 |

### Andamento in campionato
| Giornata  | 1  | 2 | 3 | 4 | 5 | 6 | 7 | 8 | 9 | 10 | 11 | 12 | 13 | 14 | 15 | 16 | 17 | 18 | 19 | 20 | 21 | 22 | 23 | 24 | 25 | 26 | 27 | 28 | 29 | 30 | 31 | 32 | 33 | 34 | 35 | 36 | 37 | 38 |
| --------- | -- | - | - | - | - | - | - | - | - | -- | -- | -- | -- | -- | -- | -- | -- | -- | -- | -- | -- | -- | -- | -- | -- | -- | -- | -- | -- | -- | -- | -- | -- | -- | -- | -- | -- | -- |
| Luogo     | T  | C | T | C | T | C | T | C | T | C  | T  | C  | T  | C  | T  | T  | C  | T  | C  | C  | T  | C  | T  | C  | T  | C  | T  | C  | T  | C  | C  | T  | C  | T  | C  | T  | C  | T  |
| Risultato | N  | V | V | N | P | V | V | V | V | V  | P  | V  | N  | P  | N  | N  | V  | N  | N  | N  | P  | V  | V  | V  | V  | V  | V  | V  | V  | N  | V  | N  | N  | V  | V  | V  | V  | V  |
| Posizione | 11 | 7 | 4 | 4 | 9 | 6 | 4 | 2 | 1 | 1  | 3  | 3  | 4  | 4  | 4  | 5  | 5  | 5  | 5  | 5  | 5  | 5  | 5  | 5  | 4  | 4  | 3  | 3  | 3  | 3  | 3  | 3  | 3  | 3  | 3  | 3  | 3  | 3  |

Fonte:  Serie A – Classifiche, su sport.sky.it, Sky Sport. URL consultato il 29 luglio 2015 (archiviato dall'url originale l'11 settembre 2014).
Legenda:

Luogo: C = Casa; T = Trasferta. Risultato: V = Vittoria; N = Pareggio; P = Sconfitta.

### Statistiche dei giocatori
Sono in corsivo i calciatori che hanno lasciato la società a stagione in corso.. Tra parentesi le autoreti.
| Giocatore      | Serie A  | Serie A | Serie A     | Serie A    | Coppa Italia | Coppa Italia | Coppa Italia | Coppa Italia | Champions League | Champions League | Champions League | Champions League | Totale   | Totale | Totale      | Totale     |
| Giocatore      | Presenze | Reti    | Ammonizioni | Espulsioni | Presenze     | Reti         | Ammonizioni  | Espulsioni   | Presenze         | Reti             | Ammonizioni      | Espulsioni       | Presenze | Reti   | Ammonizioni | Espulsioni |
| -------------- | -------- | ------- | ----------- | ---------- | ------------ | ------------ | ------------ | ------------ | ---------------- | ---------------- | ---------------- | ---------------- | -------- | ------ | ----------- | ---------- |
| S. Anocić      | 0        | 0       | 0           | 0          | 0            | 0            | 0            | 0            | 0                | 0                | 0                | 0                | 0        | 0      | 0           | 0          |
| E. Capradossi  | 0        | 0       | 0           | 0          | 0            | 0            | 0            | 0            | 0                | 0                | 0                | 0                | 0        | 0      | 0           | 0          |
| L. Castán      | 5        | 0       | 1           | 0          | 1            | 0            | 0            | 0            | 0                | 0                | 0                | 0                | 6        | 0      | 1           | 0          |
| A. Cole        | 0        | 0       | 0           | 0          | 0            | 0            | 0            | 0            | 0                | 0                | 0                | 0                | 0        | 0      | 0           | 0          |
| L. Crisanto    | 0        | 0       | 0           | 0          | 0            | 0            | 0            | 0            | 0                | 0                | 0                | 0                | 0        | 0      | 0           | 0          |
| C. D'Urso      | 0        | 0       | 0           | 0          | 0            | 0            | 0            | 0            | 0                | 0                | 0                | 0                | 0        | 0      | 0           | 0          |
| D. De Rossi    | 24       | 1       | 9           | 0          | 1            | 0            | 0            | 0            | 6                | 2                | 2                | 0                | 31       | 3      | 11          | 0          |
| M. De Sanctis  | 4        | -7      | 0           | 0          | 1            | 0            | 0            | 0            | 1                | 0                | 0                | 0                | 6        | -7     | 0           | 0          |
| E. De Santis   | 0        | 0       | 0           | 0          | 0            | 0            | 0            | 0            | 0                | 0                | 0                | 0                | 0        | 0      | 0           | 0          |
| S. Di Livio    | 1        | 0       | 1           | 0          | 0            | 0            | 0            | 0            | 0                | 0                | 0                | 0                | 1        | 0      | 1           | 0          |
| M. Dicombo     | 0        | 0       | 0           | 0          | 0            | 0            | 0            | 0            | 0                | 0                | 0                | 0                | 0        | 0      | 0           | 0          |
| L. Digne       | 32       | 3       | 4           | 0          | 1            | 0            | 0            | 0            | 8                | 0                | 1                | 0                | 41       | 3      | 5           | 0          |
| E. Džeko       | 32       | 8       | 4           | 1          | 1            | 0            | 0            | 0            | 7                | 2                | 0                | 0                | 40       | 10     | 4           | 1          |
| S. El Shaarawy | 16       | 8       | 0           | 0          | 0            | 0            | 0            | 0            | 2                | 0                | 0                | 0                | 18       | 8      | 0           | 0          |
| Emerson        | 8        | 1       | 0           | 0          | 1            | 0            | 0            | 0            | 0                | 0                | 0                | 0                | 9        | 1      | 0           | 0          |
| I. Falque      | 22       | 2       | 1           | 0          | 0            | 0            | 0            | 0            | 5                | 1                | 0                | 0                | 27       | 3      | 1           | 0          |
| A. Florenzi    | 33       | 7       | 4           | 0          | 1            | 0            | 0            | 0            | 8                | 1                | 0                | 0                | 42       | 8      | 4           | 0          |
| Gervinho       | 15       | 6       | 0           | 0          | 0            | 0            | 0            | 0            | 3                | 1                | 0                | 0                | 18       | 7      | 0           | 0          |
| N. Gyömbér     | 6        | 0       | 1           | 0          | 0            | 0            | 0            | 0            | 0                | 0                | 0                | 0                | 6        | 0      | 1           | 0          |
| V. Ibarbo      | 2        | 0       | 0           | 0          | 0            | 0            | 0            | 0            | 0                | 0                | 0                | 0                | 2        | 0      | 0           | 0          |
| J. Iturbe      | 12       | 1       | 1           | 0          | 1            | 0            | 0            | 0            | 6                | 0                | 0                | 0                | 19       | 1      | 1           | 0          |
| S. Keita       | 22       | 1       | 4           | 0          | 0            | 0            | 0            | 0            | 7                | 0                | 0                | 0                | 29       | 1      | 4           | 0          |
| A. Ljajić      | 1        | 0       | 0           | 0          | 0            | 0            | 0            | 0            | 0                | 0                | 0                | 0                | 1        | 0      | 0           | 0          |
| B. Lobont      | 0        | 0       | 0           | 0          | 0            | 0            | 0            | 0            | 0                | 0                | 0                | 0                | 0        | 0      | 0           | 0          |
| Maicon         | 15       | 1       | 2           | 1          | 1            | 0            | 0            | 0            | 3                | 0                | 0                | 0                | 19       | 1      | 2           | 1          |
| K. Manōlas     | 37       | 2 (1)   | 7           | 0          | 0            | 0            | 0            | 0            | 6                | 0                | 1                | 0                | 43       | 2      | 8           | 0          |
| R. Marchizza   | 0        | 0       | 0           | 0          | 0            | 0            | 0            | 0            | 0                | 0                | 0                | 0                | 0        | 0      | 0           | 0          |
| R. Nainggolan  | 35       | 6       | 12          | 1          | 0            | 0            | 0            | 0            | 7                | 0                | 2                | 0                | 42       | 6      | 14          | 1          |
| A. Nura        | 0        | 0       | 0           | 0          | 0            | 0            | 0            | 0            | 0                | 0                | 0                | 0                | 0        | 0      | 0           | 0          |
| L. Paredes     | 0        | 0       | 0           | 0          | 0            | 0            | 0            | 0            | 0                | 0                | 0                | 0                | 0        | 0      | 0           | 0          |
| D. Perotti     | 15       | 3       | 2           | 0          | 0            | 0            | 0            | 0            | 2                | 0                | 0                | 0                | 17       | 3      | 2           | 0          |
| E. Ponce       | 0        | 0       | 0           | 0          | 0            | 0            | 0            | 0            | 0                | 0                | 0                | 0                | 0        | 0      | 0           | 0          |
| I. Pop         | 0        | 0       | 0           | 0          | 0            | 0            | 0            | 0            | 0                | 0                | 0                | 0                | 0        | 0      | 0           | 0          |
| M. Pjanić      | 33       | 10 (1)  | 12          | 1          | 1            | 0            | 0            | 0            | 7                | 2                | 0                | 0                | 41       | 12     | 12          | 1          |
| A. Rüdiger     | 30       | 2       | 4           | 0          | 1            | 0            | 1            | 0            | 6                | 0                | 0                | 0                | 37       | 2      | 5           | 0          |
| U. Sadiq       | 6        | 2       | 0           | 0          | 0            | 0            | 0            | 0            | 0                | 0                | 0                | 0                | 6        | 2      | 0           | 0          |
| M. Salah       | 35       | 14      | 3           | 1          | 1            | 0            | 0            | 0            | 7                | 1                | 0                | 0                | 43       | 15     | 3           | 1          |
| E. Soleri      | 0        | 0       | 0           | 0          | 0            | 0            | 0            | 0            | 1                | 0                | 0                | 0                | 1        | 0      | 0           | 0          |
| K. Strootman   | 5        | 0       | 1           | 0          | 0            | 0            | 0            | 0            | 0                | 0                | 0                | 0                | 5        | 0      | 1           | 0          |
| W. Szczęsny    | 35       | -35     | 1           | 0          | 0            | 0            | 0            | 0            | 8                | -20              | 1                | 0                | 43       | -55    | 2           | 0          |
| V. Torosidis   | 11       | 0       | 2           | 0          | 0            | 0            | 0            | 0            | 4                | 1                | 1                | 0                | 15       | 1      | 3           | 0          |
| F. Totti       | 13       | 5       | 3           | 0          | 0            | 0            | 0            | 0            | 2                | 0                | 0                | 0                | 15       | 5      | 3           | 0          |
| M. Tumminello  | 1        | 0       | 0           | 0          | 0            | 0            | 0            | 0            | 0                | 0                | 0                | 0                | 1        | 0      | 0           | 0          |
| S. Uçan        | 3        | 0       | 0           | 0          | 1            | 0            | 1            | 0            | 2                | 0                | 0                | 0                | 6        | 0      | 1           | 0          |
| W. Vainqueur   | 16       | 0       | 2           | 0          | 1            | 0            | 1            | 0            | 4                | 0                | 1                | 0                | 21       | 0      | 4           | 0          |
| L. Vasco       | 0        | 0       | 0           | 0          | 0            | 0            | 0            | 0            | 0                | 0                | 0                | 0                | 0        | 0      | 0           | 0          |
| E. Zukanović   | 9        | 0 (1)   | 2           | 0          | 0            | 0            | 0            | 0            | 1                | 0                | 1                | 0                | 10       | 0      | 3           | 0          |

## Giovanili

### Organigramma societario
Responsabile Settore Giovanile: B. Conti
Primavera
Allenatore: A. De Rossi

Allievi Nazionali 1996
Allenatore: A. Toti

Giovanissimi Nazionali 2000
Allenatore: F. Coppitelli

Esordienti 2003
Allenatore: A. Mattei

Pulcini 2004
Allenatore: P. Donadio

Pulcini 2005
Allenatore: R. Rinaudo

### Piazzamenti
- Primavera:
  - Campionato: vincitore[82]
  - Coppa Italia: quarti di finale[83]

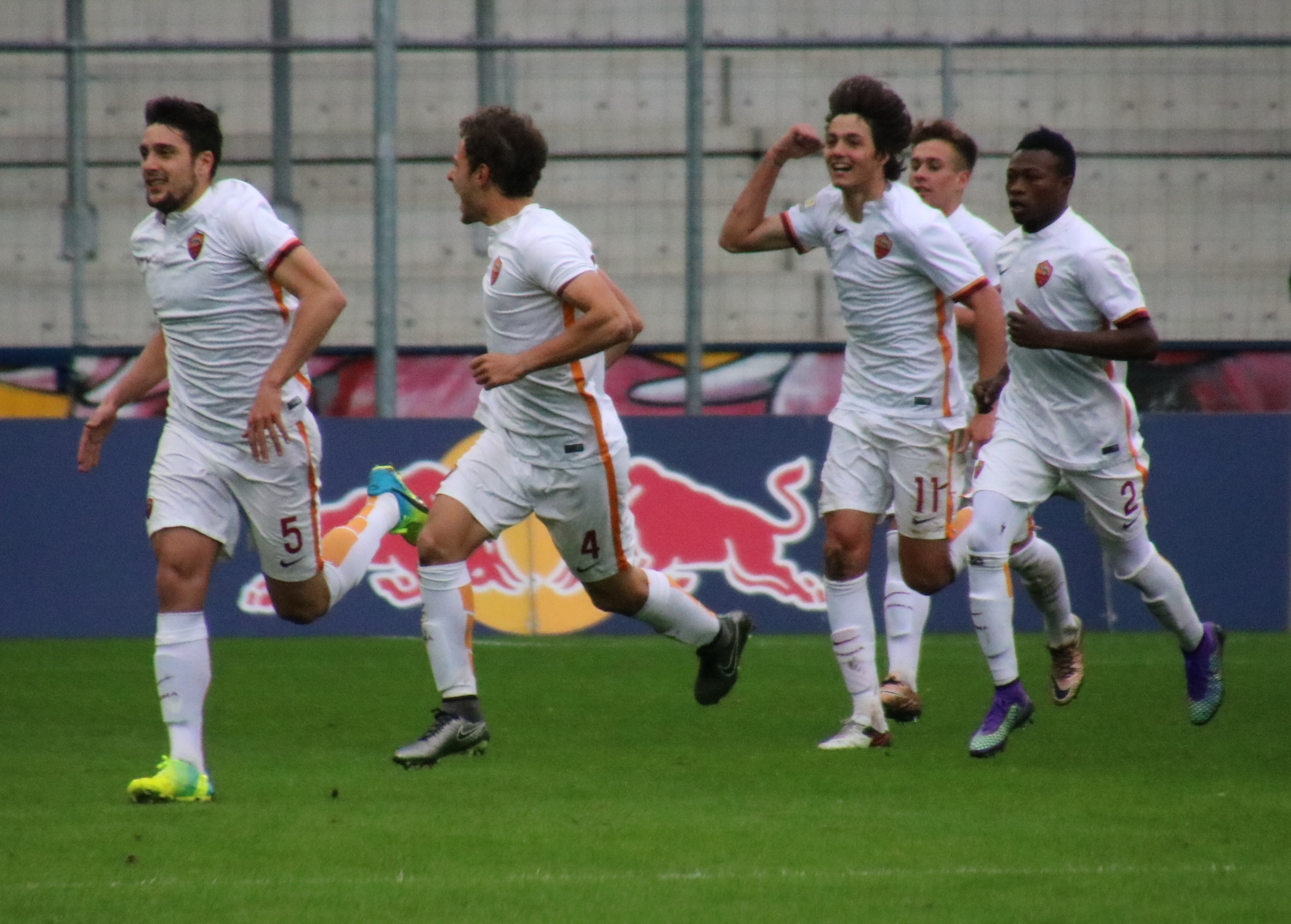
Un'esultanza della squadra Primavera durante la Youth League

  - UEFA Youth League: quarti di finale[84]
- Allievi Nazionali:
  - Campionato: vincitore